# Безвіднянське (заповідне урочище)
Безвідня́нське — заповідне урочище, розташоване неподалік від села Мала Обухівка Гадяцького району Полтавської області. Було створене відповідно до постанови Полтавської облради № 74 від 17 квітня 1992 року.

## Загальні відомості
Землекористувачем є ДП «Гадяцький лісгосп», Безвіднянське лісництво, квартали 1-5, 13, 14, 17-19, 24, 25, 30-32, 37, 38, 54, 65. Площа — 663 гектара. Розташоване на схід від села Мала Обухівка Гадяцького району.
Урочище створене з метою збереження борових комплексів із дубово-сосновими насадженнями на боровій терасі річки Псел із багатим рослинним та тваринним світом. Осередок збереження рідкісних видів рослин (13) і тварин (16).

## Галерея

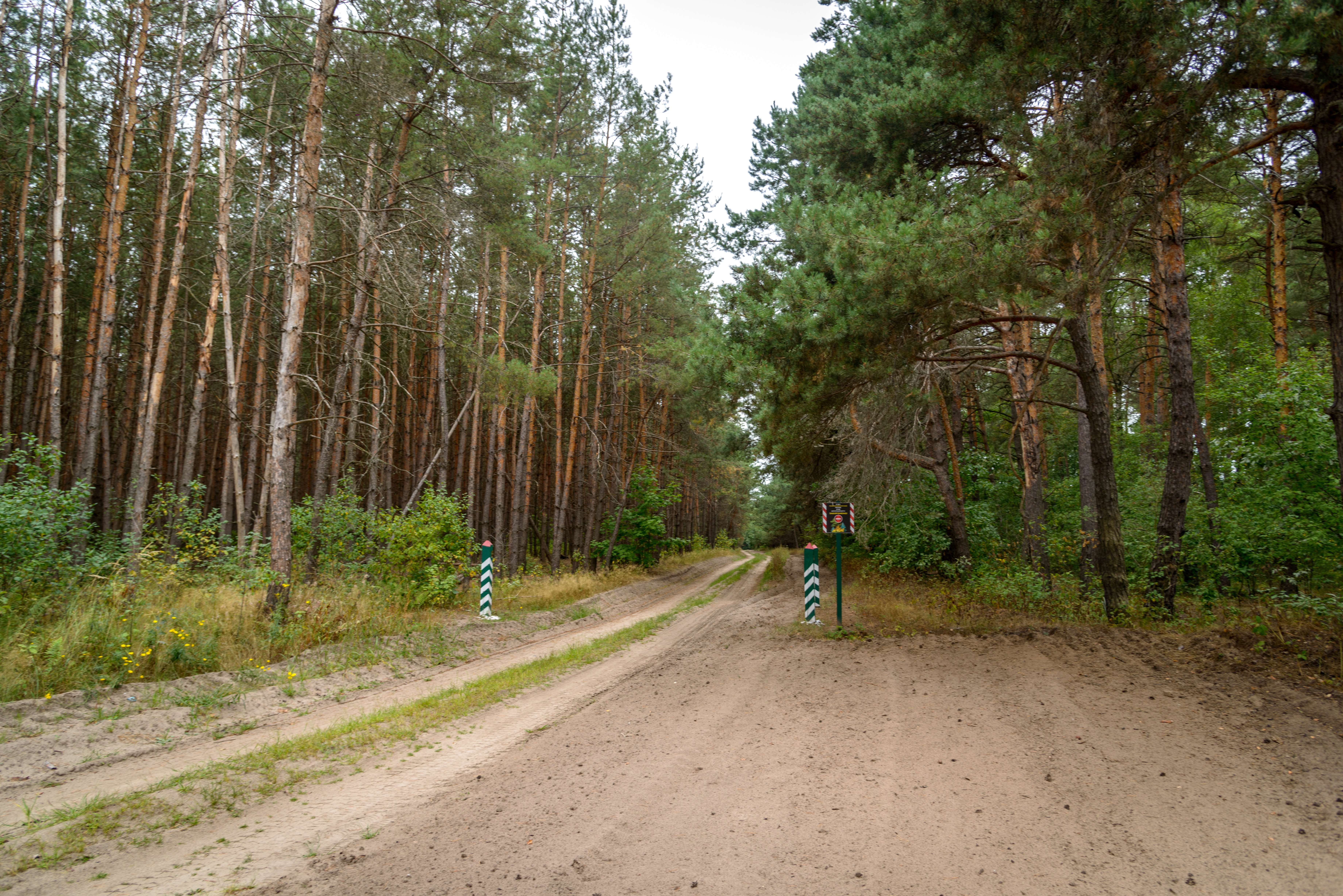
Дорога в лісі
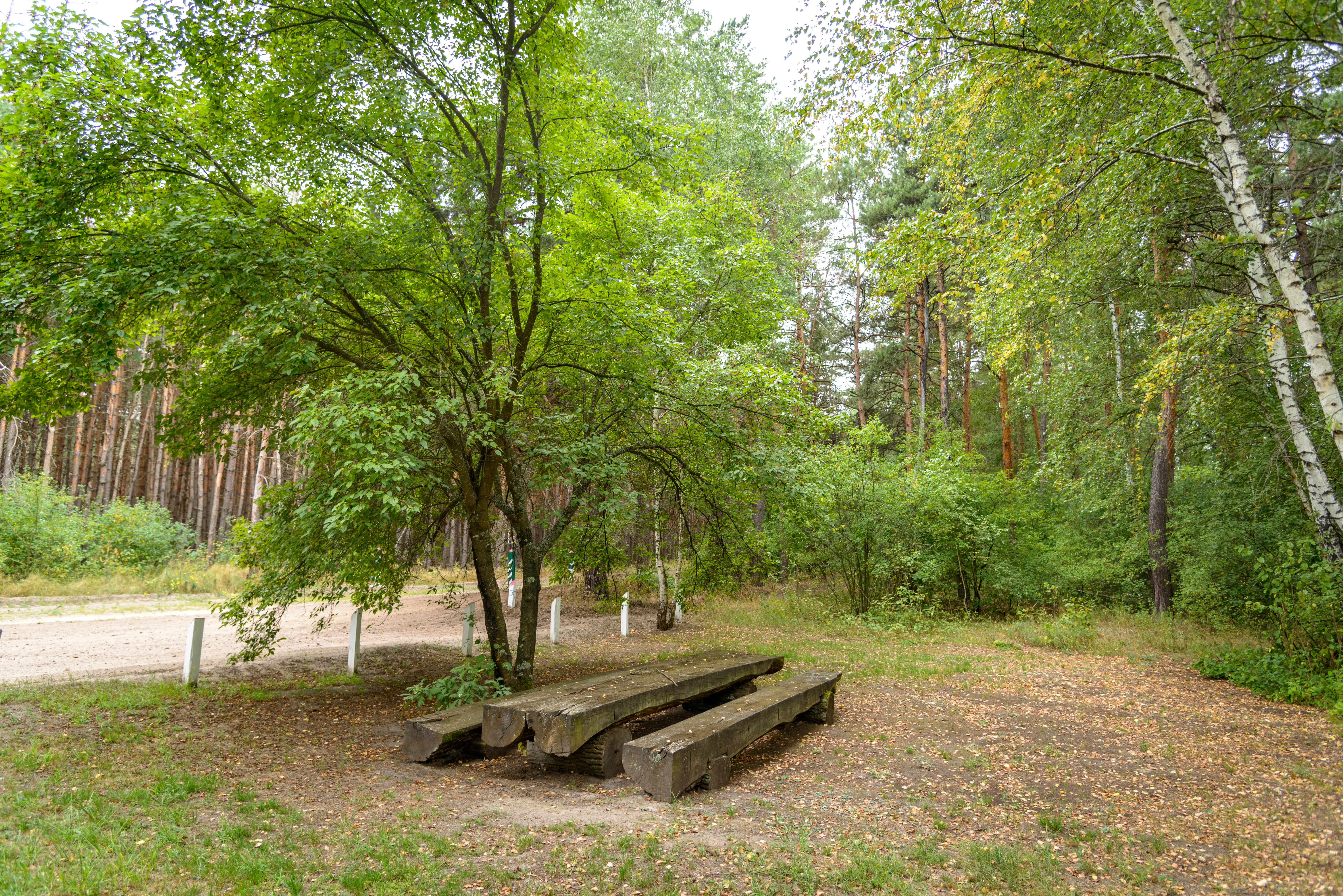
Місце відпочинку